# Battle (canción)
«Battle» es la séptima canción del sexto álbum de estudio de la banda de rock británica Blur, 13.
Siendo la pista más larga de 13, «Battle» es también una de las pistas más experimentales que ha grabado Blur. Como todas las canciones del álbum, se trata de una relación y la lucha de Albarn contra la heroína. Al final hay una canción oculta sin título de un minuto, alargando el tiempo de reproducción.

## Personal
- Damon Albarn - voz principal, sintetizadores, teclados
- Graham Coxon - guitarra eléctrica, coros
- Alex James - bajo
- Dave Rowntree - batería